# 硅材料国家重点实验室
，原名，是位于中国浙江省杭州市的一个国家重点实验室，隶属于浙江大学。于1985年经批准开始建设，1987年通过验收，1988年正式开放，是国内较早的国家重点实验室之一。实验室以浙江大学材料物理与化学学科为依托，主要研究方向为半导体硅材料、半导体薄膜材料以及符合半导体材料的相关理论和技术。曾获得国家自然科学二等奖1项、浙江省科技进步奖2项。